# Sosibio
Sosibio (in greco antico: Σωσίβιος?, Sōsíbios; Alessandria d'Egitto, ... – 203 a.C.) è stato un funzionario e militare egizio, ministro di Tolomeo IV Filopatore con il titolo di "Capo degli Affari" e reggente per il re bambino Tolomeo V Epifane.

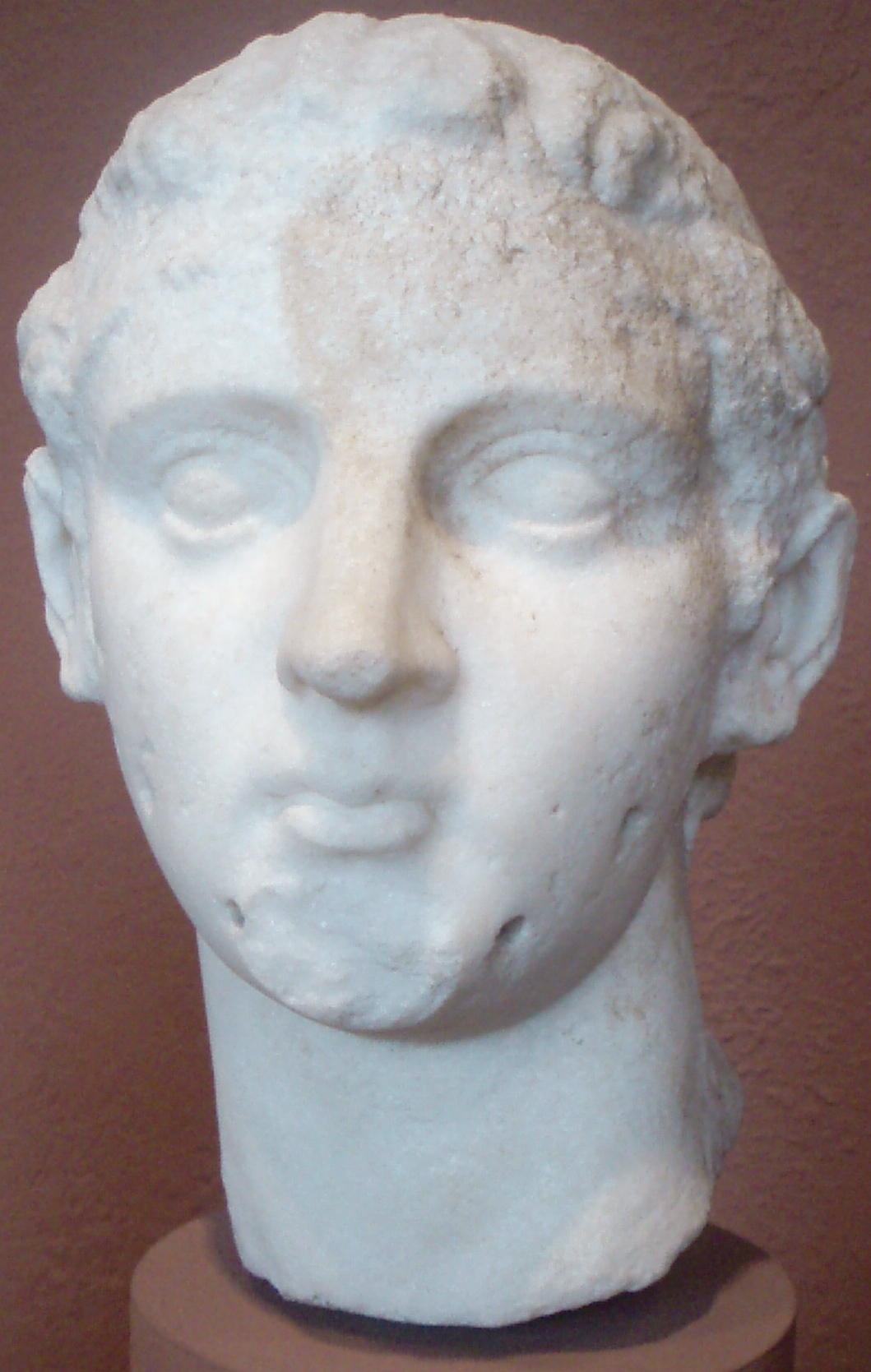
Testa in marmo di Tolomeo IV, sovrano d'Egitto al tempo di Sosibio (Museum of Fine Arts, Boston)

Insieme ad Agatocle, un altro alto funzionario, condizionò molto il passaggio dal regno di Tolomeo III Evergete a quello di Tolomeo Filopatore, essendo molto influente nella corte di Alessandria. Era infatti sacerdote del culto di Alessandro in Egitto, una carica riservata solamente ai più alti fiduciari dei Tolomei. In tutto il periodo in cui furono attivi, le azioni dei due ministri portarono inoltre all'uccisione di molti parenti di Tolomeo IV: lo zio Lisimaco, il fratello Magas, la madre Berenice II e la sorella-moglie Arsinoe III.

## Biografia
Non si sa nulla dell'infanzia di Sosibio e del periodo della sua ascesa al potere, a parte che era figlio di un certo Dioscuride e probabilmente nipote del militare Sosibio da Taranto, che servì sotto Tolomeo II. Intorno al 240 a.C. Callimaco, per la vittoria di Sosibio nella corsa delle bighe ai giochi istmici, gli dedicò un epinicio, nel quale parla di una precedente vittoria ai giochi nemei nella stessa specialità, ai giochi panatenaici nella lotta e ai giochi tolemaici nella corsa; nello stesso periodo gli abitanti di Delio lo onorarono con una decreto e gli abitanti di Cnido con una statua. Si hanno notizie della sua attività pubblica a partire dal regno di Tolomeo III, quando fu nominato sacerdote eponimo di Alessandro per l'anno sacerdotale 235/234 a.C.

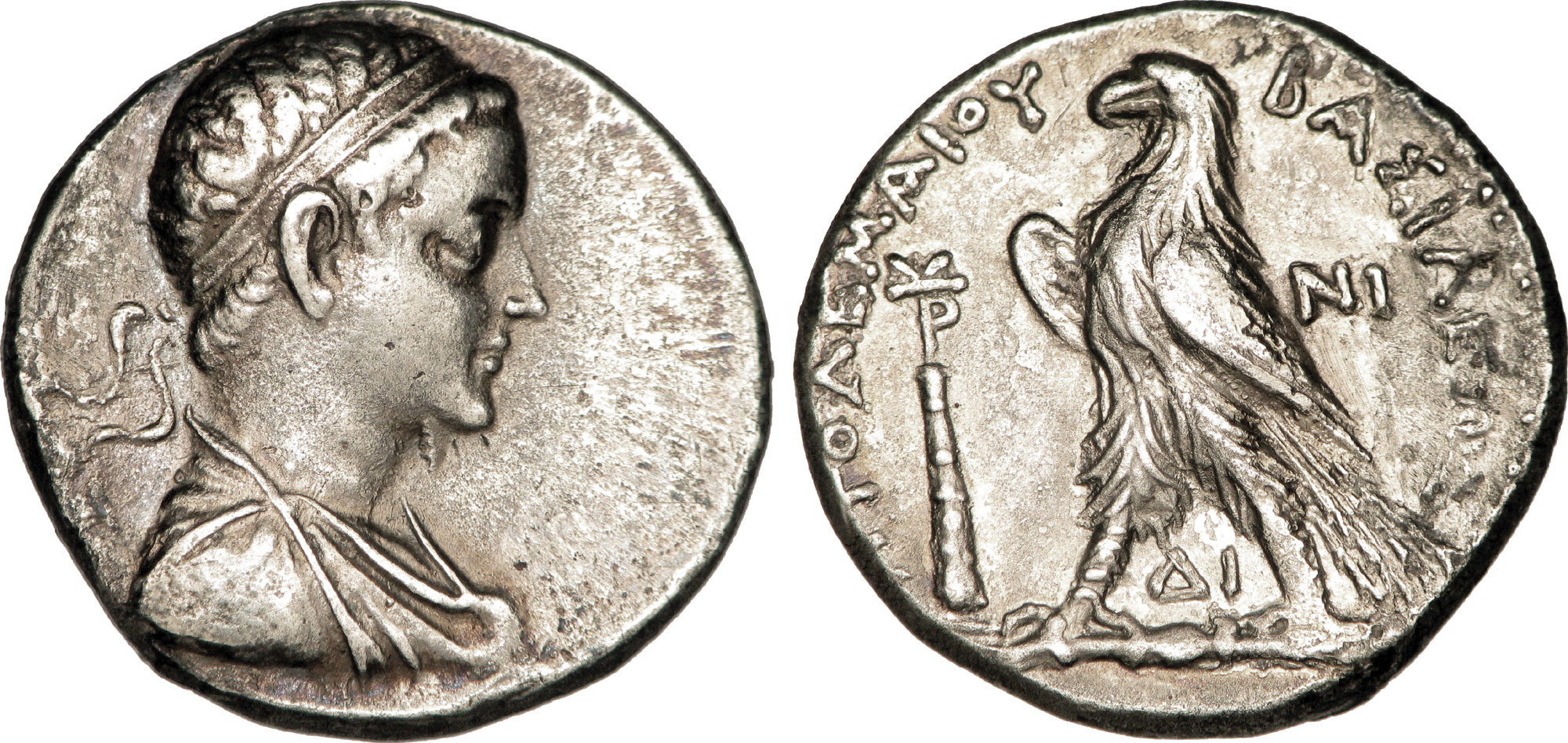
Tetradramma con l'effige del giovane Tolomeo V, di cui Sosibio era il co-reggente

Sosibio inaugurò la sua carriera sotto Tolomeo IV con complotti e assassinii, ma le sue grandi qualità politiche e diplomatiche sono evidenti, soprattutto per la vittoriosa campagna che portò a termine durante la quarta guerra siriaca contro Antioco III, che aveva invaso la Celesiria. Infatti, dopo il tradimento del generale egizio Teodoto Etolo nel 219 a.C., Sosibio riuscì a far durare i negoziati quel tanto da permettergli di creare un nuovo esercito tolemaico; nel 217 a.C. Tolomeo IV riuscì a sconfiggere definitivamente Antioco nella battaglia di Rafah, alla quale partecipò anche Sosibio. Sosibio guidò quindi l'ambasciata egizia ai negoziati del dopo guerra, mantenendo la linea politica dei precedenti sovrani, non riuscendo però a mantenere l'influenza tolemaica in Grecia, a causa del disinteresse dello stesso Tolomeo.
Sosibio si mosse anche contro il re di Sparta Cleomene, che si trovava in esilio ad Alessandria, e lo fece imprigionare; quando questi fuggì nel 219 a.C., cercò di sobillare una rivolta popolare ma avendo fallito si tolse la vita. Poche notizie ci restano sugli ultimi anni di attività di Sosibio; sappiamo comunque che fu ministro di Tolomeo IV fino alla morte del sovrano nel 204 a.C. e continuò a governare anche dopo l'ascesa al trono di Tolomeo V: quando il nuovo re prese il potere era ancora bambino, quindi Sosibio e Agatocle, un altro influente ministro, fecero assassinare Arsinoe III, la madre del re, per evitare che prendesse la reggenza e scrissero un testamento falso del defunto re nel quale si nominavano co-guardiani di Tolomeo V. Sosibio, però, morì probabilmente poco dopo perché di lui non si hanno più notizie.

### Famiglia e discendenza
Sosibio ebbe tre figli, di madre sconosciuta: due maschi, Tolomeo e Sosibio, e una femmina, Arsinoe.